# Walentyna Lutajewa
Walentyna Iwaniwna Lutajewa (ukrainisch Валентина Іванівна Лутаєва, wiss. Transliteration Valentyna Ivanivna Lutajeva; * 18. Juni 1956 in Saporischschja, Ukrainische SSR als Walentyna Iwaniwna Bersina; † 12. Januar 2023 ebenda) war eine ukrainische Handballspielerin, die als Spielerin zwischen 1977 und 1984 für die sowjetische Nationalmannschaft auflief.

## Karriere
Lutajewa spielte zwischen den Jahren 1973 und 1984 in ihrer Geburtsstadt für den Verein SII, mit dem sie 1977 den dritten Platz bei der sowjetischen Meisterschaft belegte. Ab dem Jahr 1986 stand die Torhüterin drei Jahre im Tor der Frauenmannschaft von HK Motor Saporischschja. Anschließend spielte sie im Jahr 1989 in der polnischen Stadt Breslau sowie ein Jahr später in der tschechoslowakischen Stadt Bratislava.
Lutajewa gewann mit der sowjetischen Handballnationalmannschaft die Goldmedaille bei den Olympischen Spielen 1980. Sie wurde in allen fünf Turnierspielen eingesetzt.
Nach ihrer aktiven Karriere arbeitete sie als Lehrerin sowie als Trainerin. Im Jahr 2023 starb sie nach einer langen Krankheit.